# Barracuda (Motorpsycho)
Barracuda è un EP del gruppo musicale norvegese Motorpsycho, pubblicato nel 2001, contenente le canzoni scartate dal disco Let Them Eat Cake.

## Tracce
1. Heartbreaker (4:58)
2. Up 'gainst the Wall (High Time) (3:58)
3. Star Star Star (4:08)
4. Vanishing Point (3:32)
5. Rattlesnake (2:25)
6. Dr. Hoffmann's Bicycle (7:00)
7. Glow (7:26)

## Formazione
- Bent Sæther: Voce, basso, chitarre, mellotron, piano rhodes, percussioni
- Hans Magnus Ryan: Chitarra, voce, piano, clavinette, violino, mandolino
- Håkon Gebhardt: Batteria, voce, percussioni, chitarre, zither